# Leptogenys titan
Leptogenys titan é uma espécie de formiga do gênero Leptogenys, pertencente à subfamília Ponerinae.